# Gemeindehaus (Heimerdingen)

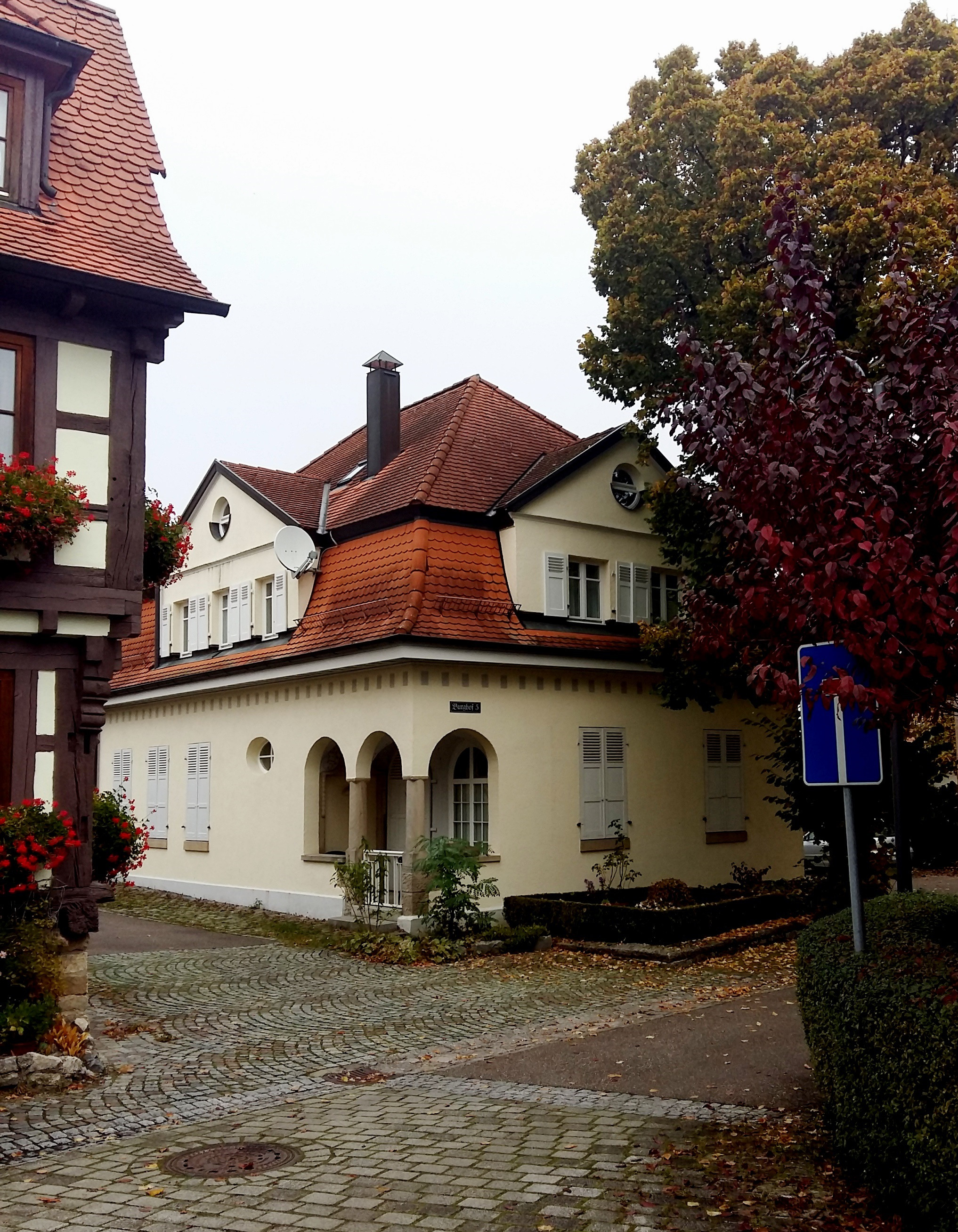
Gemeindehaus Heimerdingen

Das ehemalige Gemeindehaus der evangelischen Kirchengemeinde Heimerdingen ist ein nach § 2 DSchG BW als Kulturdenkmal ausgewiesenes Gebäude im Ortsteil Heimerdingen der Stadt Ditzingen.
Das Haus Burghof 5, ein eingeschossiger Massivbau in Formen des Jugendstils mit Mansardwalmdach, wurde 1907 nach Plänen der Architekten Werner Klatte und Richard Weigle auf dem Grundstück der ehemaligen Pfarrwette errichtet. Gestiftet wurde es durch den Heimerdinger Wund- und Hebarzt Johann Georg Reihle († 1906), der der Gemeinde dafür testamentarisch ein Legat von 1000 Mark vermachte, und seine Schwester Anna Reihle, die weitere 9000 Mark zustiftete. An die Stifter erinnert eine Inschrift über dem Hauseingang. Das Gebäude wurde für die kirchliche Gemeindearbeit, für den Religions- und Konfirmandenunterricht und als Treffpunkt für den CVJM genutzt. Im Dachgeschoss war eine Wohnung für die Gemeindekrankenschwester eingerichtet. 1908/09 diente das Haus vorübergehend auch als Isolier- und Krankenstation für Typhuskranke.
1954/55 wurde das Gebäude gründlich instand gesetzt und nach dem Neubau eines Gemeindehauses unmittelbar neben der Kirche durch die Kirchengemeinde 1984 in Privathand verkauft.